# 越智氏
越智氏（おちうじ）は、「越智」を氏の名とする氏族。
古代日本の伊予国（愛媛県）の豪族の一つ。その由来は伊予守輩出や、南海道の発展から伊予越智氏と関係があったとする説もあるが、立証はなく関係性があったかは不明である。

## 概要
越智氏は越智郷（現在の今治市国分付近）が出自とされる。4世紀後半に近畿政権の国造制により、現在の愛媛西部に五国造が設置され、中央豪族が地域の支配者に任じられた。そのうちひとつである物部氏の大新河命の孫の小致命（おちのみこと）が小市国造である越智氏の始まりとされている（『国造本紀』）。『新撰姓氏録』では左京の神別氏族として越智直が神饒速日命の後と見える。
8世紀初頭には、律令制により十四郡に増え小市国造が「越智郡」となり、そこへ伊予の国府や国分寺が置かれた。『和名類聚抄』　越智氏と国府の関係において、越智氏が元々在地豪族だったとする説もある。律令制国府の場所については国分寺近辺に見当をつけ発掘調査も一部されたが確定には至らなかった。
越智氏人物として初めて史上に登場するのは、越智郡大領の先祖である越智直（おちのあたい）である。白村江の戦いで捕虜になったが、観音菩薩の霊験により無事帰還することができ、観音菩薩を奉じて寺を建てたという話が日本霊異記に載せられている。支配力が低下する中、仏教によって在地支配を再構築しようとした様子が伺われる（建立された古代寺院跡の場所は不明。）。
伊予史上では、神護景雲元年（767年）に献物により叙位された越智郡大領の越智直飛鳥麻呂と越智直国益が最初である。天暦2年（948年）には伊予国から海賊平定の功により越智用忠への叙位が認められており承平天慶の乱で政府軍側に立って戦ったことがわかる。永延元年（987年）東三条第で相撲があり、越智常世が伊予より助手として参加するなど、その後も史上には登場するものの、越智為保を伊予追捕使に任命長保4年（1002年）以降、越智氏が伊予の表舞台に登場することはない。
寛仁2年（1018年）に、伊予守源頼光が藤原道長に土御門殿の家具一切を献上したとあり、11.12世紀から国営支配の実権を握っていたのは在庁官人と呼ばれた地方豪族だったことからも、源氏は伊予守時代に越智氏と何らかの関係性が考えられ、源頼光が清和源氏三代目で、異母弟に源頼親が居ることや、越智氏のその後が表立って伊予で確認出来ない時期的なことからも、活躍の場を大和に移したとしても不思議ではない。
河野氏の記した『予章記』などで語られることの多い越智氏だが、孝霊天皇の第三皇子伊予皇子の第三王子を祖とするなどの粉飾が加えられていたりと信憑性に乏しく、越智氏自体の歴史は分からないことが多い。一般に越智氏系譜は河野氏系譜と混同視されており、疑問を投げかける声は少なくない。
今治市大三島町の大山祇神社によれば河野氏を分家した後も代々ここの神職（大祝職）を担い、鎌倉時代には家名を大祝氏と名を変え現在これを担う三島家へと姿を変えたとされている。また、越智の姓は現在でも今治市で最も多い姓として現代に残されている。なお、カバネの制度が残っていた明治初期の公文書では、伊藤博文が「越智宿禰博文」と姓（カバネ）と諱（いみな）を記載している。